# Forsythia
Forsythia  é um gênero botânico da família Oleaceae, encontrado na Europa e na Ásia.
A denominação deste gênero de planta é uma homenagem ao botânico escocês William Forsyth.

## Sinonímia
Rangium

## Espécies

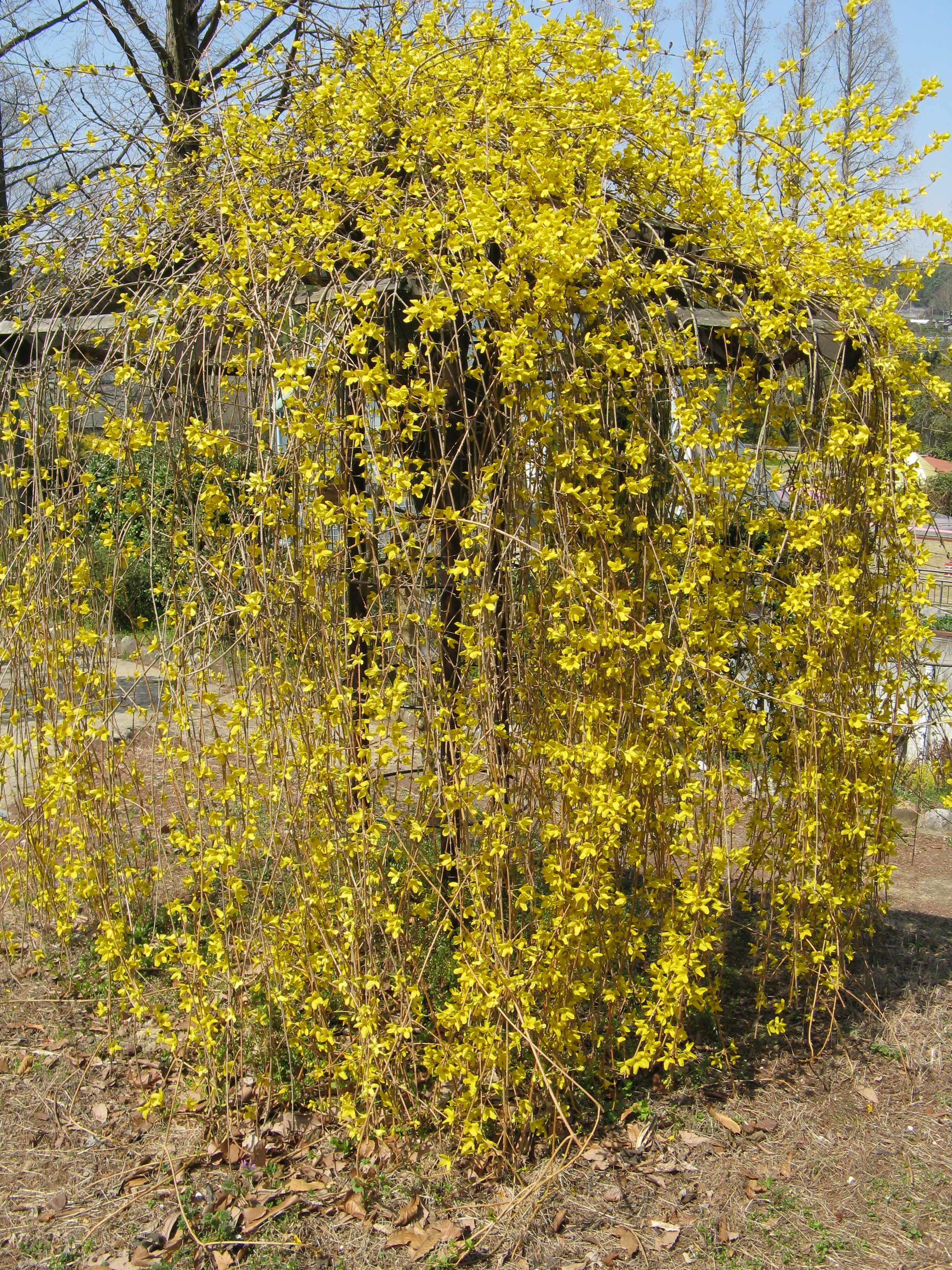
Forsythia suspensa

Composto por 24 espécies:
- Forsythia densiflora
- Forsythia europaea
- Forsythia fortunei
- Forsythia fortuni
- Forsythia giraldiana
- Forsythia intermedia
- Forsythia japonica
- Forsythia koreana
- Forsythia likiangensis
- Forsythia lynwood
- Forsythia mala
- Forsythia mandschurica
- Forsythia mira
- Forsythia nana
- Forsythia ovata
- Forsythia saxatilis
- Forsythia scandens
- Forsythia sieboldii
- Forsythia sieholdi
- Forsythia suspensa
- Forsythia togashii
- Forsythia velutina
- Forsythia viridissima
- Forsythia Hybriden

## Uso na mídia
A banda grunge norte-americana Veruca Salt tem uma canção intitulada Forsythia.
A planta é citada no filme Contágio, como sendo uma possível cura para o vírus fictício MEV-1.

## Nome e referências
Forsythia™ Vahl, 1804